# Betty Parsons
Betty Bierne Pierson, nota come Betty Parsons (New York, 31 gennaio 1900 – New York, 23 luglio 1982), è stata un'artista e collezionista d'arte statunitense, nota per essere tra i promotori dell'Espressionismo astratto.

## Biografia
Secondogenita di tre figlie in una famiglia benestante di New York, che nel corso degli anni si trasferì a Newport, Palm Beach e Parigi.
All'età di 8 anni entrò nella scuola femminile Miss Chapin di New York, dove rimase fino al 1916. I due anni successivi frequenta la Randall McKeever Finishing School. Nel 1913 una visita all'International Exhibition of Modern Art, in cui scoprì artisti come Picasso, Matisse e Duchamp, la ispirò al punto di volere intraprendere studi artistici, nonostante la disapprovazione dei genitori e dedicare la sua vita all'arte.
Il 18 maggio del 1919 sposò Schuyler Livingston Parsons, facoltoso personaggio della mondanità di New York, da cui però divorziò dopo tre anni. La Pierson, ora nota come Betty Parsons, entrò nella Académie de la Grande Chaumière per studiare scultura con Émile-Antoine Bourdelle, Alexander Archipenko e Ossip Zadkine.
Successivamente acquistò una casa a Montparnasse, nella quale visse insieme all'artista inglese Adge Baker, col quale instaurò una relazione sentimentale durata fino al 1932.
Nel 1933, con la Grande depressione, tornò negli Stati Uniti, dove insegnò scultura a Santa Barbara, in California. Nel 1936 tornò a New York e tenne la sua prima mostra personale alla Midtown Gallery, dove continuerà a esporre nei successivi venti anni.
Nel 1940 divenne direttore della galleria d'arte del Wakefield Bookshop. Quattro anni dopo dirigeva la sezione di arte moderna della Mortimer Brandt Gallery, e nel 1946 aprì la sua galleria personale a Manhattan, la Betty Parsons Gallery, per continuare a esporre i suoi artisti. La galleria era condivisa con la Sidney Janis Gallery ed esponeva prevalentemente opere degli espressionisti astratti, tra cui Jackson Pollock, William Congdon, Ad Reinhardt, Clyfford Still, Ellsworth Kelly, Mark Rothko, Barnett Newman, Bradley Walker Tomlin e Robert Rauschenberg. Tuttavia, molti degli artisti che lei aveva aiutato a rendere noti, la abbandonarono per altre galleristi più facoltose. Successivamente cominciò ad occuparsi di una più moderna generazione di artisti, tra cui Agnes Martin, Tōkō Shinoda, Jasper Johns e Richard Pousette-Dart.
Nel tempo libero dalla galleria, la Parsons dipingeva nel suo studio di Long Island. Il suo stile mutò nel tempo, da piccoli paesaggi e ritratti a una massiccia astrazione sviluppata anche in forma di sculture in cui utilizzava vecchie tavole di legno logorate dal mare.
Nel 1981, dopo 35 anni di intensa attività, la Betty Parsons Gallery chiuse i battenti, e la Parsons si ritirò a vita privata fino alla morte, l'anno successivo, causata da un ictus.